# Cantó de Condrieu
El cantó de Condrieu era una divisió administrativa francesa del departament del Roine. Comptava amb 10 municipis i el cap era Condrieu. Va desaparèixer el 2015.

## Municipis
- Ampuis
- Condrieu
- Les Haies
- Loire-sur-Rhône
- Longes
- Saint-Cyr-sur-le-Rhône
- Saint-Romain-en-Gal
- Sainte-Colombe-lès-Vienne
- Trèves
- Tupin-et-Semons

| Data d'elecció                           | Identitat            | Partit               | Qualitat |
| ---------------------------------------- | -------------------- | -------------------- | -------- |
| 1976-1982                                | Roland Bernard       | RGR, després UFF     |          |
| 1945-1964                                | Marius Cellard       | RPR                  |          |
| 1964-1988                                | Alfred Gérin         | MRP, després UDF-CDS |          |
| 1988-2008                                | Gabriel Montcharmont | PS                   |          |
| 2008-2015                                | Bernard Catelon      | PS                   |          |
| les dades anteriors no són pas conegudes |                      |                      |          |